# Solární panel

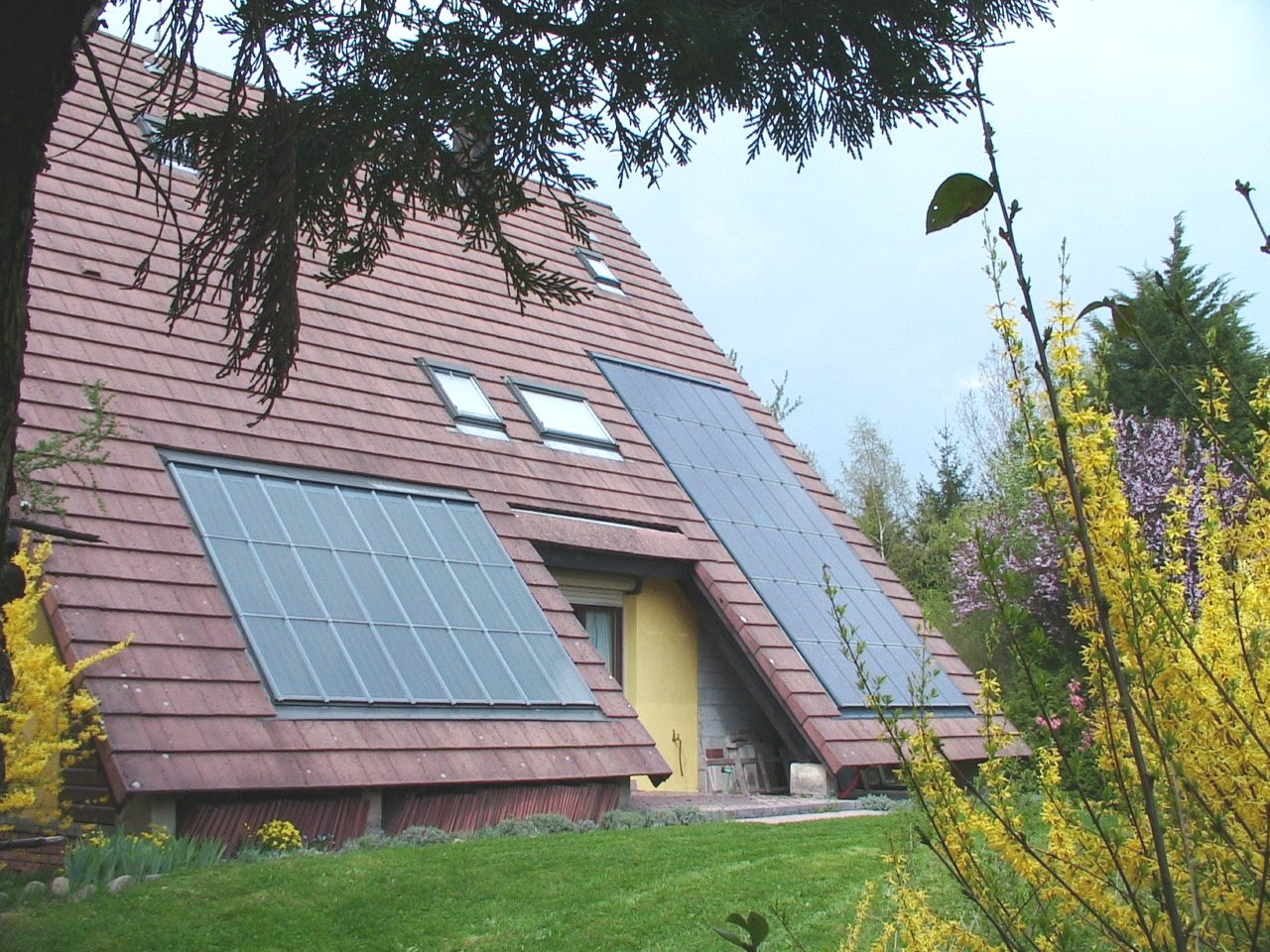
Solární panely na střeše domu

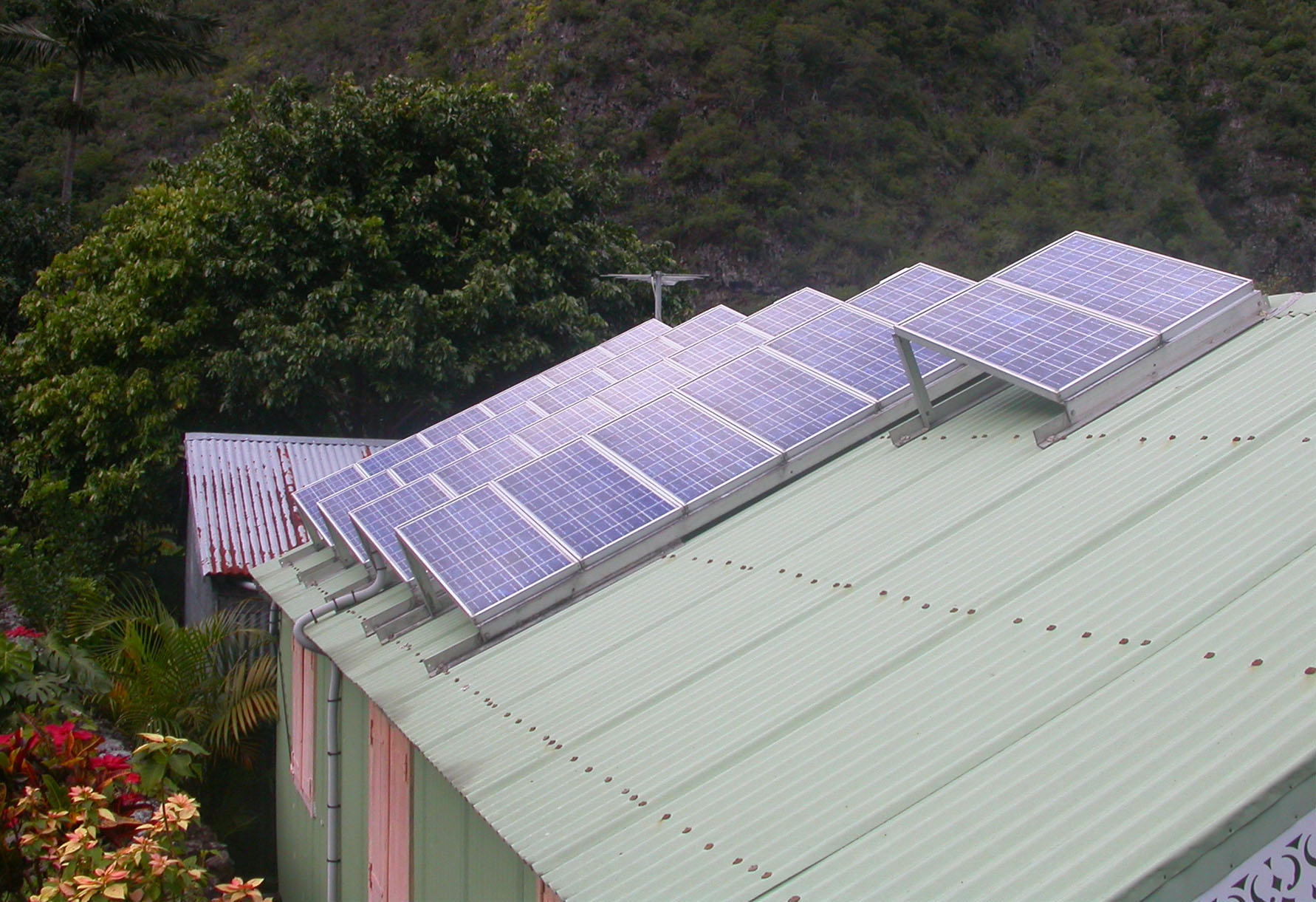
Solární panely na střeše budovy

Solární panel je tvořen solárními (fotovoltaickými) články, které mohou být tvořeny polovodičovými nebo organickými prvky, jež elektromagnetickou energii světla mění v energii elektrickou. Přímou přeměnou světla na elektrickou energii se dnes zabývá samostatná specializace. Fotoelektrický jev vysvětluje vznik volných elektrických nosičů dopadem záření. Za pomoci křemíkových solárních panelů se daří přeměnit v elektrickou energii zhruba až 23 % energie dopadajícího záření. Teoretická maximální účinnost pro jeden přechod je 34 % (tzv. Shockleyův–Queisserův limit). Solární panely ale mají albedo nižší než povrch souše, takže vyšší absorpcí energie přispívají k oteplování planety a jejich pole vytváří tepelný ostrov, podobně jako je městský tepelný ostrov.

## Typy

### Křemíkový solární panel
Solární články jsou tvořeny polovodičovými plátky tenčími než 1 mm. Na spodní straně je plošná průchozí elektroda. Horní elektroda má plošné uspořádání do tvaru dlouhých prstů zasahujících do plochy. Tak může na plochu svítit světlo. Povrch solárního článku je chráněn skleněnou vrstvou, sloužící jako antireflexní plocha. Tak je zabezpečeno, aby do polovodiče vniklo co nejvíce světla. Antireflexní vrstvy se většinou tvoří napařením oxidu titanu. Tím článek získává svůj tmavomodrý vzhled. Jako polovodičový materiál se používá převážně křemík. Jiné polovodičové materiály, např. arsenid gallitý, sulfid kademnatý, tellurid kademnatý, selenidy mědi a india nebo sulfidy gallia, se zatím zkoušejí. Krycí sklo chrání povrch solárních článků i před vlivy prostředí. Účinnost je v současnosti běžně mezi 18 a 23 %, při započtení vlivu zeměpisné šířky a celoročních teplot v ČR pak do 10 %. Při teplotě nad 25 °C klesá účinnost asi o 0,4 % na každý stupeň Celsia. Životnost panelu je především dána zapouzdřením článku v panelu.

### Fotovoltaické fólie
Jiným typem solárních článků jsou takzvané „thin film solar cells“ neboli tenkovrstvé solární články, někdy přezdívané fotovoltaické fólie. Pomocí technologie, která je principiálně shodná s inkoustovou tiskárnou, se dají nanášet na poměrně velké plochy. Fotovoltaické fólie se dají v širokých a dlouhých pásech tisknout i na ohebné podklady. Polovodičová vrstva je široká jen asi jeden mikrometr.
Technologie tzv. „solárního inkoustu“ se vyvíjí od roku 2007 například v australské organizaci Victorian Organic Solar Cell Consortium (VICOSC), která se skládá z Melbournské a Monashovy univerzity a vědecké a průmyslové výzkumné organizace CSIRO. Jedná se o levnou technologii, která ovšem disponuje desetkrát nižší účinností než klasické fotovoltaické panely. Podle slov společnosti by se již brzy měla objevit na komerčním trhu.

## Výroba a recyklace solárních panelů
V samých počátcích fotovoltaiky, v 70. a 80. letech 20. stol., byla výroba solárních panelů energeticky nevýhodná – nedokázaly produkovat více energie, než bylo investováno do jejich vytvoření. Tato situace se změnila až v roce 2010. Dalším důležitým mezníkem byl rok 2020, kdy se mělo podařit  dosáhnout rovné bilance mezi všemi solárními panely na světě – jak mezi starými, energeticky ztrátovými, tak mezi těmi, které využívají nejnovějších technologií.
Solární panely jsou sestavovány sériovým i paralelním řetězením jednotlivých fotovoltaických článků. Napětí fotovoltaického článku je uváděno v rozmezí 0,5 až 0,6 V. Dosažitelný proud z fotovoltaického článku je dán aktivní plochou článku a technologii jeho výroby. Celkové napětí dodávané solárními panely je určeno počtem sériově zřetězených článků.
Celkové napětí není voleno libovolně, je dáno napěťovým základem celého fotovoltaického systému, obvykle postaveného na běžně vyráběných bateriích s napětím 12, 24 nebo 48 V. Sériově lze spojovat jak baterie tak solární panely, ale vždy tak aby bylo dosaženo napěťového přizpůsobení celého systému. Například pro běžné napětí baterií 12 V je do série spojováno 36 fotovoltaických článků a pro napětí 24 V je to 60 až 72 článků.
Výkon fotovoltaických článků, modulů a následně i celých panelů se udává v jednotkách Wp (watt peak – špičková hodnota), což je maximální součin napětí a proudu při předem zadaných podmínkách osvětlení (obvykle je používána intenzita osvětlení 1000 W/m2).
Životnost panelů je přibližně 10 let, tedy méně než je deklarováno výrobci.
Vysloužilé solární panely je možno recyklovat – největší podíl na jejich hmotnosti má sklo a hliníkový rám. Součástí panelů jsou však i další materiály, které lze opětovně využít, jako například měď, plasty, křemík a vzácné kovy. Účinnost recyklace je zatím ale velmi nízká. Problém s odpadem bude značný v Africe.